# Romania al Festival de la Cançó d'Eurovisió
Romania participa en el Festival de la Cançó d'Eurovisió des de 1994. El seu millor resultat ha estat un tercer lloc amb "Let Me Try" en 2005 i en 2010 amb el tema "Playing With Fire" interpretat per Paula Seling i Ovi. A més, amb la primera ja van aconseguir la seva primera victòria en una semifinal.
Romania va intentar debutar-hi en 1993. No obstant això, no va aconseguir classificar-se dins de la semifinal per a països d'Europa de l'Est, fet que va retardar el seu debut fins a 1994. No obstant això, el resultat va ser tan baix que no hi va poder participar en 1995, segons les normes del festival. En 1996, hi va participar de nou, però no va aconseguir passar de la ronda preclassificatòria. En 1997 tampoc no va aconseguir classificar-s'hi a causa dels resultats anteriors. En 1998, va tornar a Eurovisió, però va acabar en 23è lloc, d'un total de 25, la qual cosa va fer que tornés a ser relegada. L'any 2000, el grup Taxi va tornar a obtenir un mal resultat.
En 2002, el país va poder participar-hi de nou, any en què va acabar en 9è lloc. Des de llavors, el país ha tingut bons resultats, el pitjor dels quals va ser un 20è lloc en 2008.
Per a 2009, el país només quedaria una posició per sobre pel que fa a l'any anterior, i per a 2010 aconseguiria un nou 3r lloc amb "Playing With Fire". En 2011, igual que l'any anterior, serien quarts en la semifinal però aquesta vegada s'haurien de conformar amb un 16è lloc. En 2012, hi arribarien amb un fresc tema en castellà titulat "Zaleilah" el qual li donaria un 12è lloc. En 2013, aconseguiria un respectable 13è lloc i al 2014, hi tornaria el duo representant en 2010 els quals, encara que van aconseguir un segon lloc en la seva semifinal, tornarien a ocupar la dotzena posició. En 2015, després de tants anys prop del Top-10, aconseguiria només una posició 15a. Curiosament, entre 2010 i 2015, va integrar els Top 5 en la semifinal.
En 2016, a pesar d'haver triat intèrpret i cançó (Ovidiu Anton i "Moment of silence"), i de tenir assegurada la seva actuació en 12a posició en la segona semifinal, la UER va decidir expulsar Romania del concurs tres setmanes abans de la gran final. El motiu era que acumulava un deute de més de 10 milions d'euros i no l'havia esmenada en el termini establert.
Després d'això, Romania hi va tornar en 2017 amb Ilinca i Alex Florea ("Yodel it!"), que van quedar setens amb 282 punts. Malgrat aquest resultat en 2018, el grup The Humans ("Goodbye") va donar lloc a la primera vegada que el país romanès no es classificaria per a la final des de la implantació del sistema de semifinals al 2004. En 2019, va continuar la mala ratxa amb Ester Peony ("On a Sunday"), qui va quedar 13a amb 71 punts.
D'altra banda, Romania és un dels països que s'ha vist beneficiat del vot "veïnal" o "de bloc", i al vot de la diàspora. A causa de la seva posició a Europa de l'est, Romania sol obtenir vots dels països veïns; especialment rep puntuacions altes per part de Moldàvia, Espanya i Israel, gràcies a l'elevat nombre de residents romanesos en aquests països.
En 5 vegades, aquest país ha aconseguit estar dins del TOP-10 dins d'una gran final.

## Participacions
Llegenda
| Any                                   | Seu         | Artista                      | Cançó                      | Final                | Punts                | Semifinal                 | Punts                     |
| ------------------------------------- | ----------- | ---------------------------- | -------------------------- | -------------------- | -------------------- | ------------------------- | ------------------------- |
| 1993                                  | Millstreet  | Dida Dragan                  | «Nu pleca»                 | No es va classificar | No es va classificar | 7                         | 38                        |
| 1994                                  | Dublín      | Dan Bittman                  | «Dincolo de nori»          | 21                   | 14                   | No va haver-hi semifinals | No va haver-hi semifinals |
| No hi va participar en 1995           |             |                              |                            |                      |                      |                           |                           |
| 1996                                  | Oslo        | Monica Anghel i Sincron      | «Rugă pentru pacea lumii»  | No es va classificar | No es va classificar | 29                        | 11                        |
| No hi va participar en 1997           |             |                              |                            |                      |                      |                           |                           |
| 1998                                  | Birmingham  | Mălina Olinescu              | «Eu cred»                  | 22                   | 6                    | No va haver-hi semifinals | No va haver-hi semifinals |
| No hi va participar en 1999           |             |                              |                            |                      |                      |                           |                           |
| 2000                                  | Estocolm    | Taxi                         | «The Moon»                 | 17                   | 25                   | No va haver-hi semifinals | No va haver-hi semifinals |
| No hi va participar en 2001           |             |                              |                            |                      |                      |                           |                           |
| 2002                                  | Tallinn     | Monica Anghel & Marcel Pavel | «Tell Me Why»              | 9                    | 71                   | No va haver-hi semifinals | No va haver-hi semifinals |
| 2003                                  | Riga        | Nicola                       | «Don't Break My Heart»     | 10                   | 73                   | No va haver-hi semifinals | No va haver-hi semifinals |
| 2004                                  | Istanbul    | Sanda Ladoşi                 | «I Admit»                  | 18                   | 18                   | Top 11 de l'any anterior  | Top 11 de l'any anterior  |
| 2005                                  | Kíev        | Luminita Anghel              | «Let Me Try»               | 3                    | 158                  | 1                         | 235                       |
| 2006                                  | Atenes      | Mihai Trăistariu             | «Tornerò»                  | 4                    | 172                  | Top 11 de l'any anterior  | Top 11 de l'any anterior  |
| 2007                                  | Hèlsinki    | Todomondo                    | «Liubi, Liubi, I love you» | 13                   | 84                   | Top 10 de l'any anterior  | Top 10 de l'any anterior  |
| 2008                                  | Belgrad     | Nico i Vlad                  | «Pe-o margine de lume»     | 20                   | 45                   | 7                         | 94                        |
| 2009                                  | Moscou      | Elena Gheorghe               | «The Balkan Girls»         | 19                   | 40                   | 9                         | 67                        |
| 2010                                  | Oslo        | Paula Seling & Ovi           | «Playing with Fire»        | 3                    | 162                  | 4                         | 104                       |
| 2011                                  | Düsseldorf  | Hotel FM                     | «Change»                   | 16                   | 77                   | 4                         | 111                       |
| 2012                                  | Bakú        | Mandinga                     | «Zaleilah»                 | 12                   | 71                   | 3                         | 120                       |
| 2013                                  | Malmö       | Cezar                        | «It's my life»             | 13                   | 65                   | 5                         | 83                        |
| 2014                                  | Copenhaguen | Paula Seling & Ovi           | «Miracle»                  | 12                   | 72                   | 2                         | 125                       |
| 2015                                  | Viena       | Voltaj                       | «De la capăt»              | 15                   | 35                   | 5                         | 89                        |
| 2016                                  | Estocolm    | Ovidiu Anton                 | «Moment of silence»        | Desqualificat        | Desqualificat        | Desqualificat             | Desqualificat             |
| 2017                                  | Kíev        | Ilinca & Alex Florea         | «Yodel it!»                | 7                    | 282                  | 6                         | 174                       |
| 2018                                  | Lisboa      | The Humans                   | «Goodbye»                  | No es va classificar | No es va classificar | 11                        | 107                       |
| 2019                                  | Tel-Aviv    | Ester Peony                  | «On a Sunday»              | No es va classificar | No es va classificar | 13                        | 71                        |
| 2020                                  | Rotterdam   | Roxen                        | «Alcohol You»              | Festival cancel·lat  | Festival cancel·lat  | Festival cancel·lat       | Festival cancel·lat       |
| 2021                                  | Rotterdam   | Roxen                        | «Amnesia»                  | No es va classificar | No es va classificar | 12                        | 85                        |
| 2022                                  | Torí        | WRS                          | «Llámame»                  | 18                   | 65                   | 9                         | 118                       |
| 2023                                  | Liverpool   | Theodor Andrei               | «D.G.T.»                   | No es va classificar | No es va classificar | 15                        | 0                         |
| No hi va participar entre 2024 i 2025 |             |                              |                            |                      |                      |                           |                           |

## Votació de Romania
Fins a 2018, la votació de Romania ha estat:
| Més punts atorgats només en la gran final | Més punts atorgats només en la gran final | Més punts atorgats només en la gran final |
| Pos.                                      | País                                      | Punts                                     |
| ----------------------------------------- | ----------------------------------------- | ----------------------------------------- |
| 1                                         | Moldàvia                                  | 133                                       |
| 2                                         | Grècia                                    | 107                                       |
| 3                                         | Turquia                                   | 70                                        |
| 4                                         | Rússia                                    | 67                                        |
| 5                                         | Suècia                                    | 66                                        |

| Més punts atorgats en semifinals i final | Més punts atorgats en semifinals i final | Més punts atorgats en semifinals i final |
| Pos.                                     | País                                     | Punts                                    |
| ---------------------------------------- | ---------------------------------------- | ---------------------------------------- |
| 1                                        | Moldàvia                                 | 231                                      |
| 2                                        | Grècia                                   | 166                                      |
| 3                                        | Hongria                                  | 136                                      |
| 4                                        | Turquia                                  | 107                                      |
| 5                                        | Rússia                                   | 101                                      |

| Més punts rebuts només en la final | Més punts rebuts només en la final | Més punts rebuts només en la final |
| Pos.                               | País                               | Punts                              |
| ---------------------------------- | ---------------------------------- | ---------------------------------- |
| 1                                  | Moldàvia                           | 149                                |
| 2                                  | Espanya                            | 128                                |
| 3                                  | Israel                             | 96                                 |
| 4                                  | Portugal                           | 65                                 |
| 5                                  | Grècia                             | 60                                 |
| 5                                  | Malta                              | 60                                 |

| Més punts rebuts en semifinals i final | Més punts rebuts en semifinals i final | Més punts rebuts en semifinals i final |
| Pos.                                   | País                                   | Punts                                  |
| -------------------------------------- | -------------------------------------- | -------------------------------------- |
| 1                                      | Moldàvia                               | 233                                    |
| 2                                      | Israel                                 | 182                                    |
| 3                                      | Espanya                                | 169                                    |
| 4                                      | Grècia                                 | 113                                    |
| 5                                      | Irlanda                                | 109                                    |

## 12 punts
- Romania ha donat 12 punts a:

### Final (1993 - 2003)
| Any                                         | País                                        | Any                         | País                        | Any                         | País                        |
| ------------------------------------------- | ------------------------------------------- | --------------------------- | --------------------------- | --------------------------- | --------------------------- |
| No es va classificar per a la final de 1993 | No es va classificar per a la final de 1993 | No hi va participar en 1997 | No hi va participar en 1997 | No hi va participar en 2001 | No hi va participar en 2001 |
| 1994                                        | Alemanya                                    | 1998                        | Regne Unit                  | 2002                        | A.R.I. Macedònia            |
| No hi va participar en 1995                 | No hi va participar en 1995                 | No hi va participar en 1999 | No hi va participar en 1999 | 2003                        | Suècia                      |
| No es va classificar per a la final de 1996 | No es va classificar per a la final de 1996 | 2000                        | Rússia                      |                             |                             |

| Any  | País                 | Any  | País        |
| ---- | -------------------- | ---- | ----------- |
| 2004 | Grècia               | 2010 | Dinamarca   |
| 2005 | Moldàvia             | 2011 | Moldàvia    |
| 2006 | Bòsnia i Hercegovina | 2012 | Grècia      |
| 2007 | Moldàvia             | 2013 | Azerbaidjan |
| 2008 | Grècia               | 2014 | Àustria     |
| 2009 | Turquia              | 2015 | Rússia      |

| Any                       | Jurat         | Televot  |
| ------------------------- | ------------- | -------- |
| Fou desqualificat en 2016 |               |          |
| 2017                      | Països Baixos | Hongria  |
| 2018                      | Moldàvia      | Moldàvia |
| 2019                      | Moldàvia      | Moldàvia |
| 2021                      | Malta         | Ucraïna  |

| Any  | País     | Any  | País      |
| ---- | -------- | ---- | --------- |
| 2004 | Grècia   | 2010 | Dinamarca |
| 2005 | Moldàvia | 2011 | Moldàvia  |
| 2006 | Moldàvia | 2012 | Moldàvia  |
| 2007 | Moldàvia | 2013 | Moldàvia  |
| 2008 | Grècia   | 2014 | Suècia    |
| 2009 | Moldàvia | 2015 | Itàlia    |

| Any                       | Jurat         | Televot       |
| ------------------------- | ------------- | ------------- |
| Fou desqualificat en 2016 |               |               |
| 2017                      | Països Baixos | Moldàvia      |
| 2018                      | Àustria       | Moldàvia      |
| 2019                      | Austràlia     | Països Baixos |
| 2021                      | Malta         | Moldàvia      |

## Galeria d'imatges

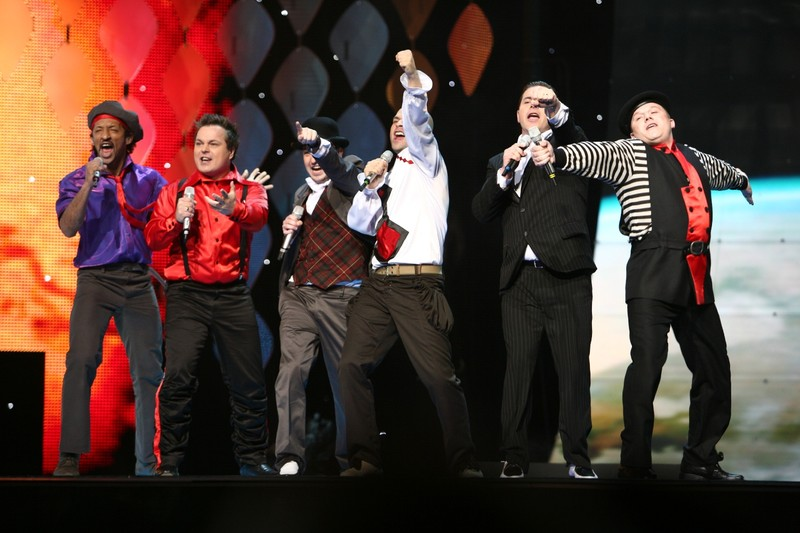
Todomondo a Hèlsinki (2007)
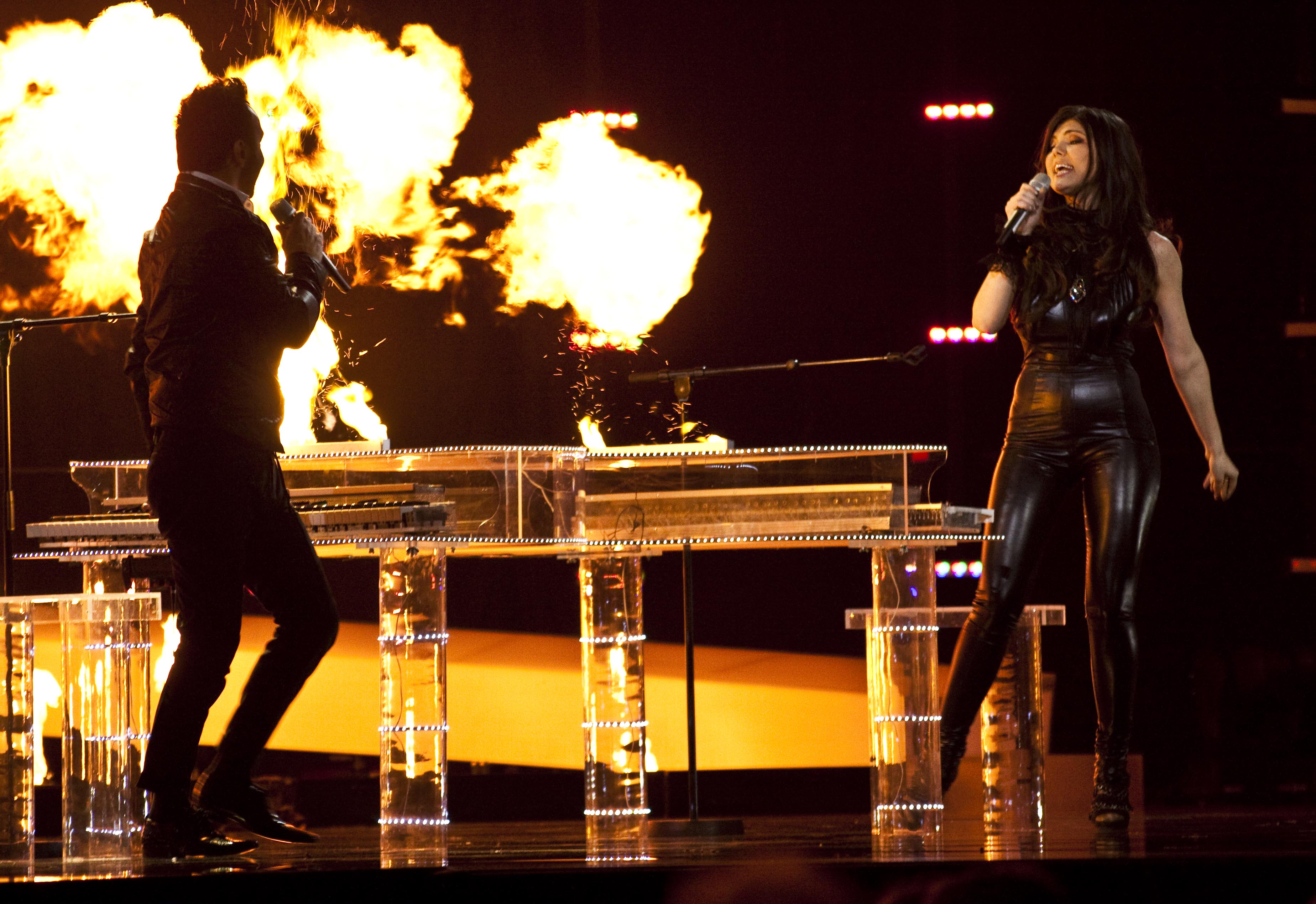
Paula Seling i Ovi a Oslo (2010)
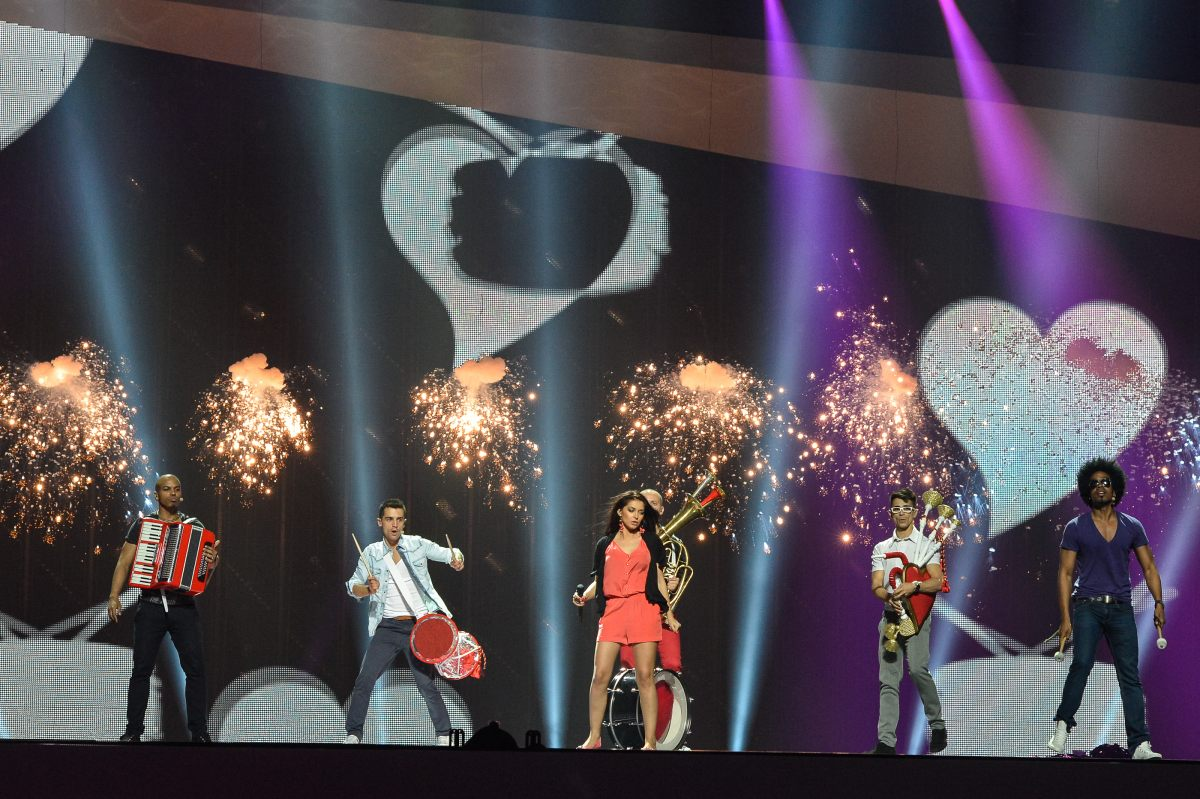
Mandinga a Bakú (2012)
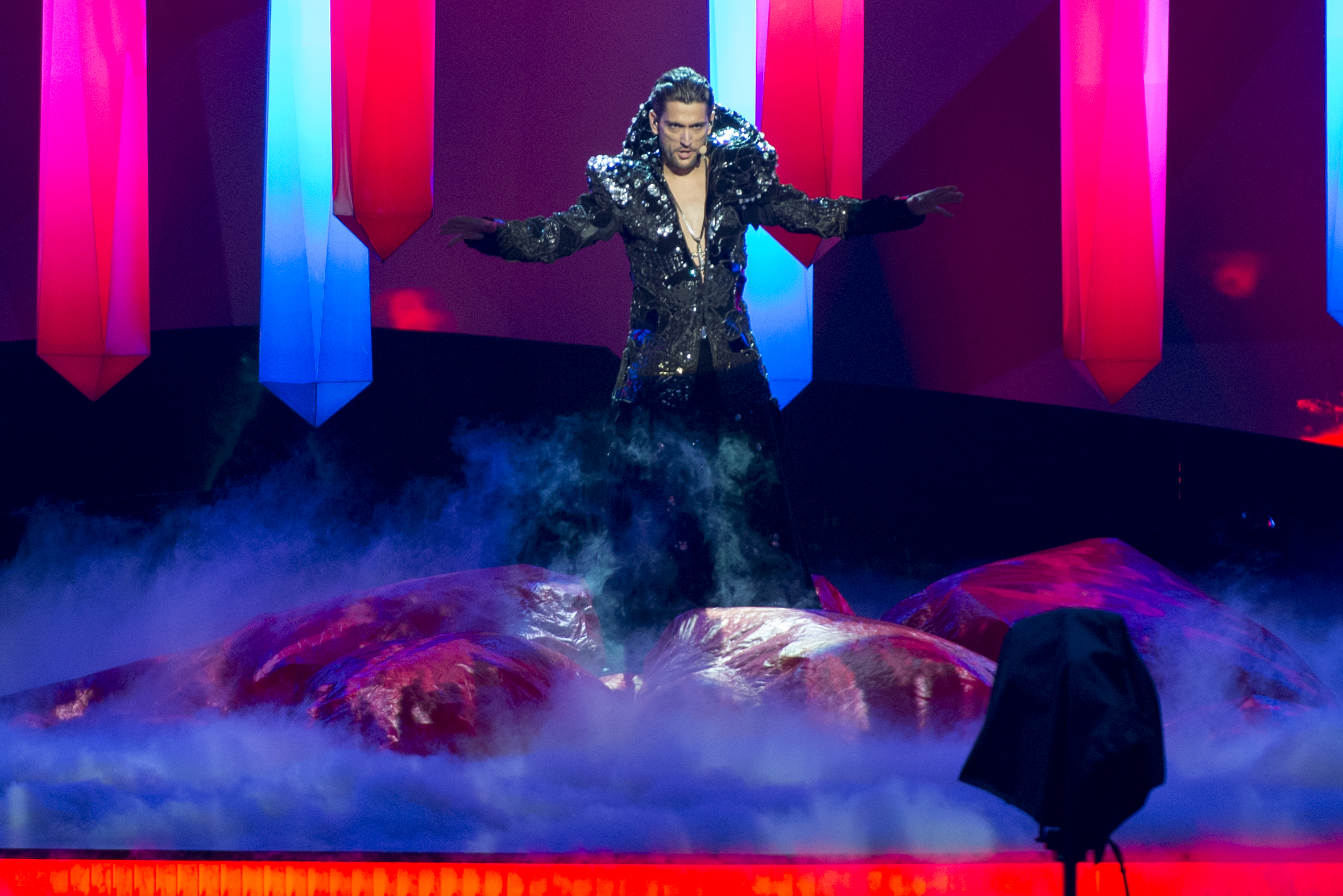
Cezar a Malmö (2013)
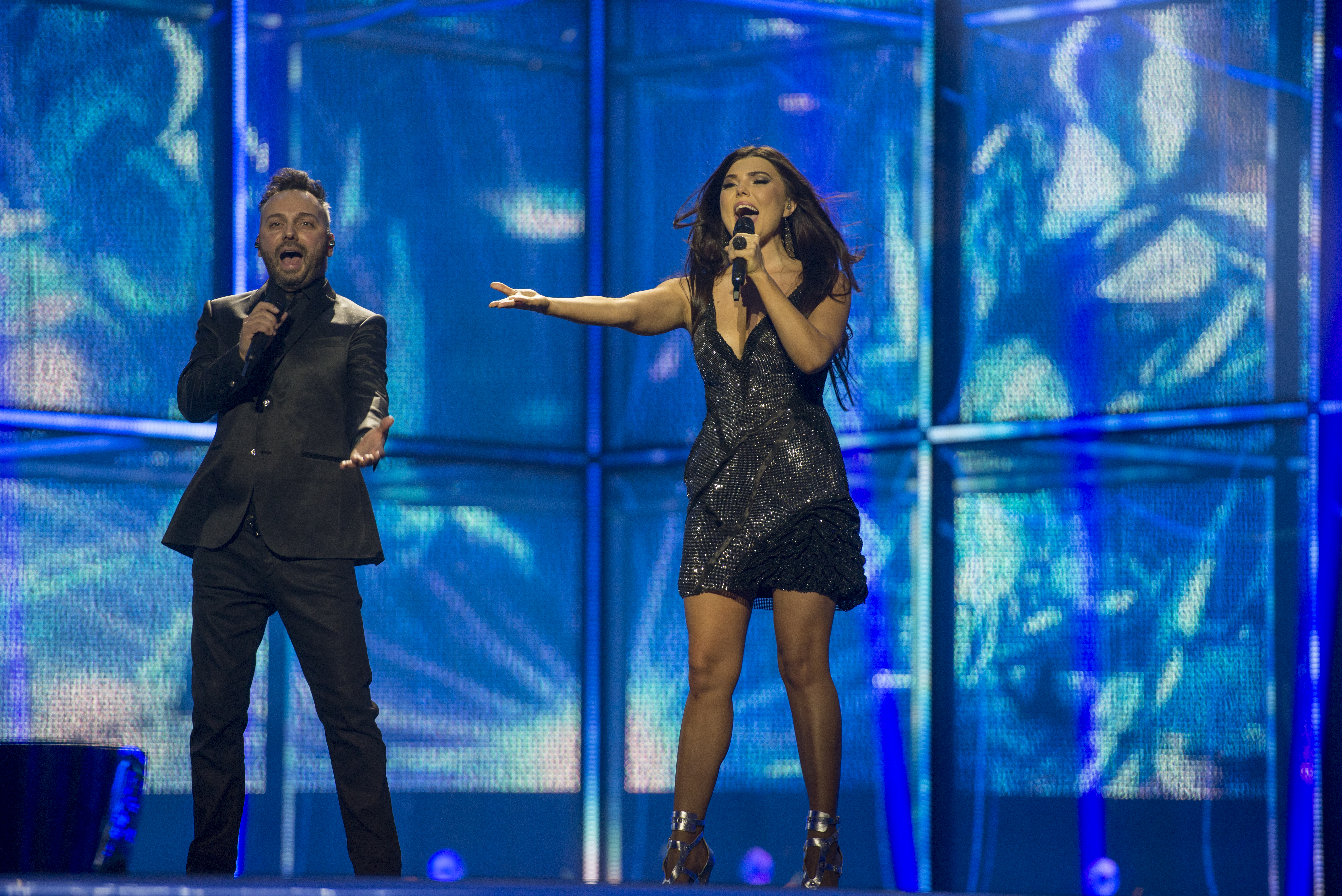
Paula Seling i Ovi a Copenhaguen (2014)
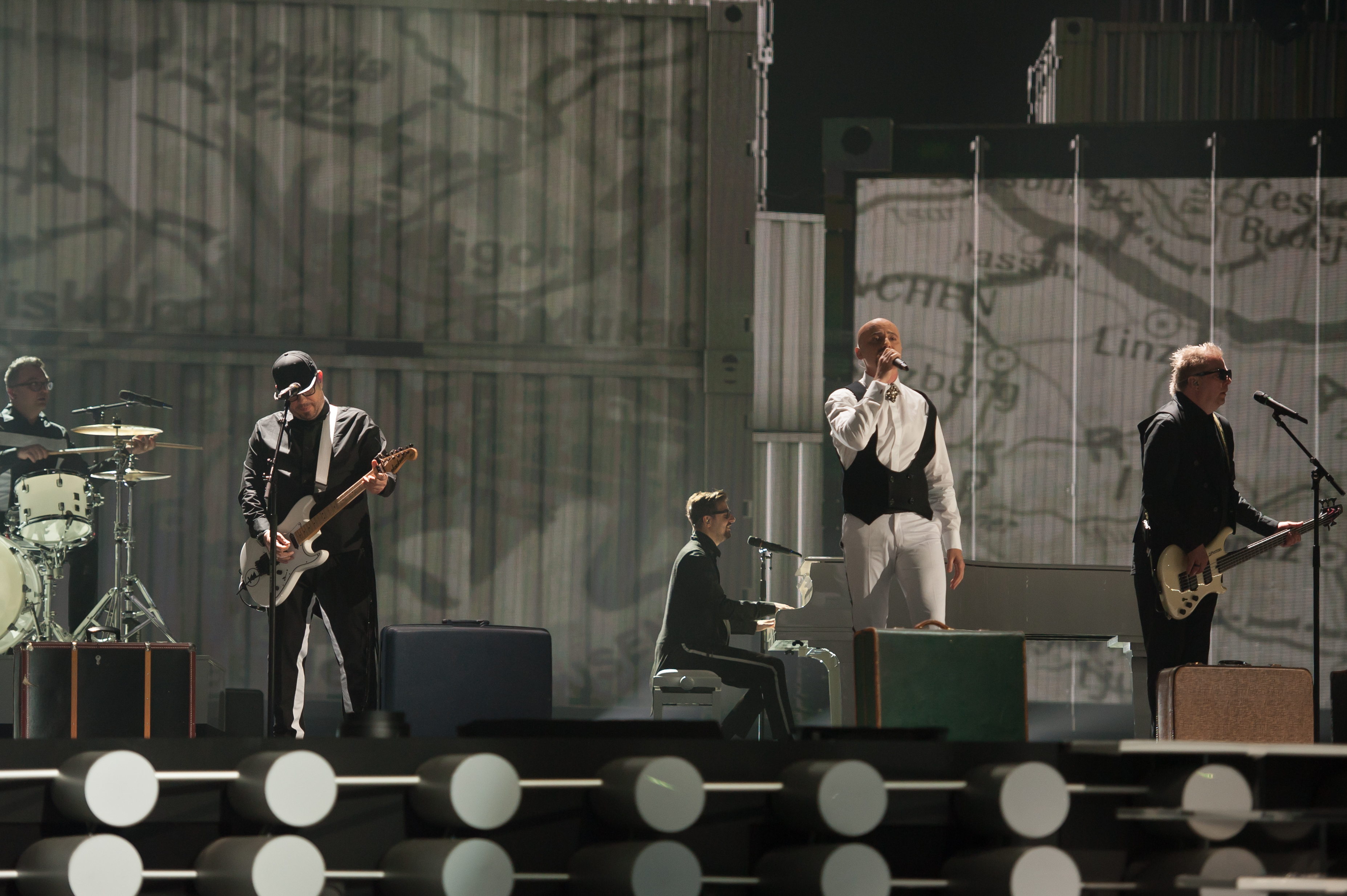
Voltaj a Viena (2015)
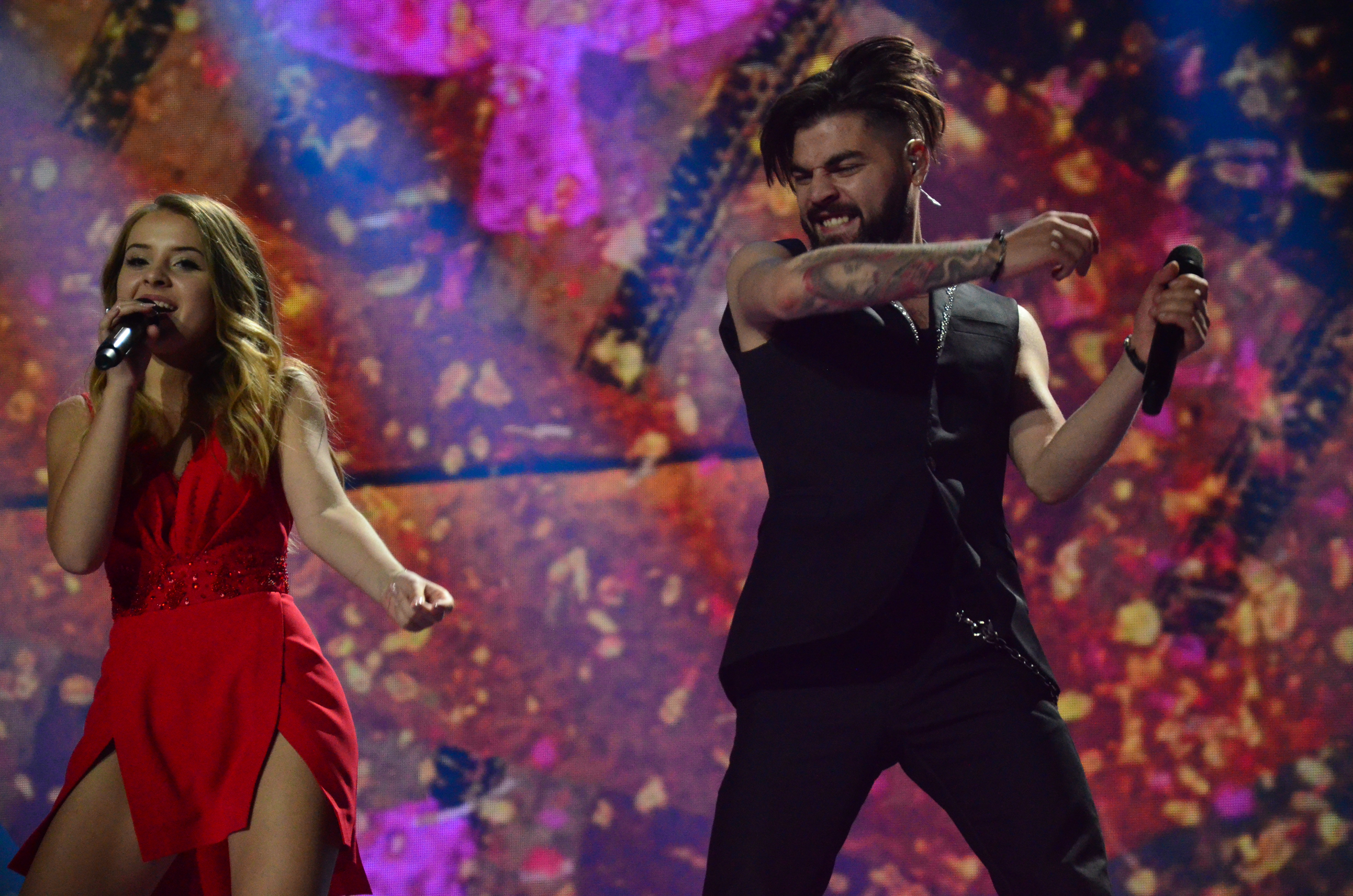
Ilinca i Alex Florea a Kíev (2017)
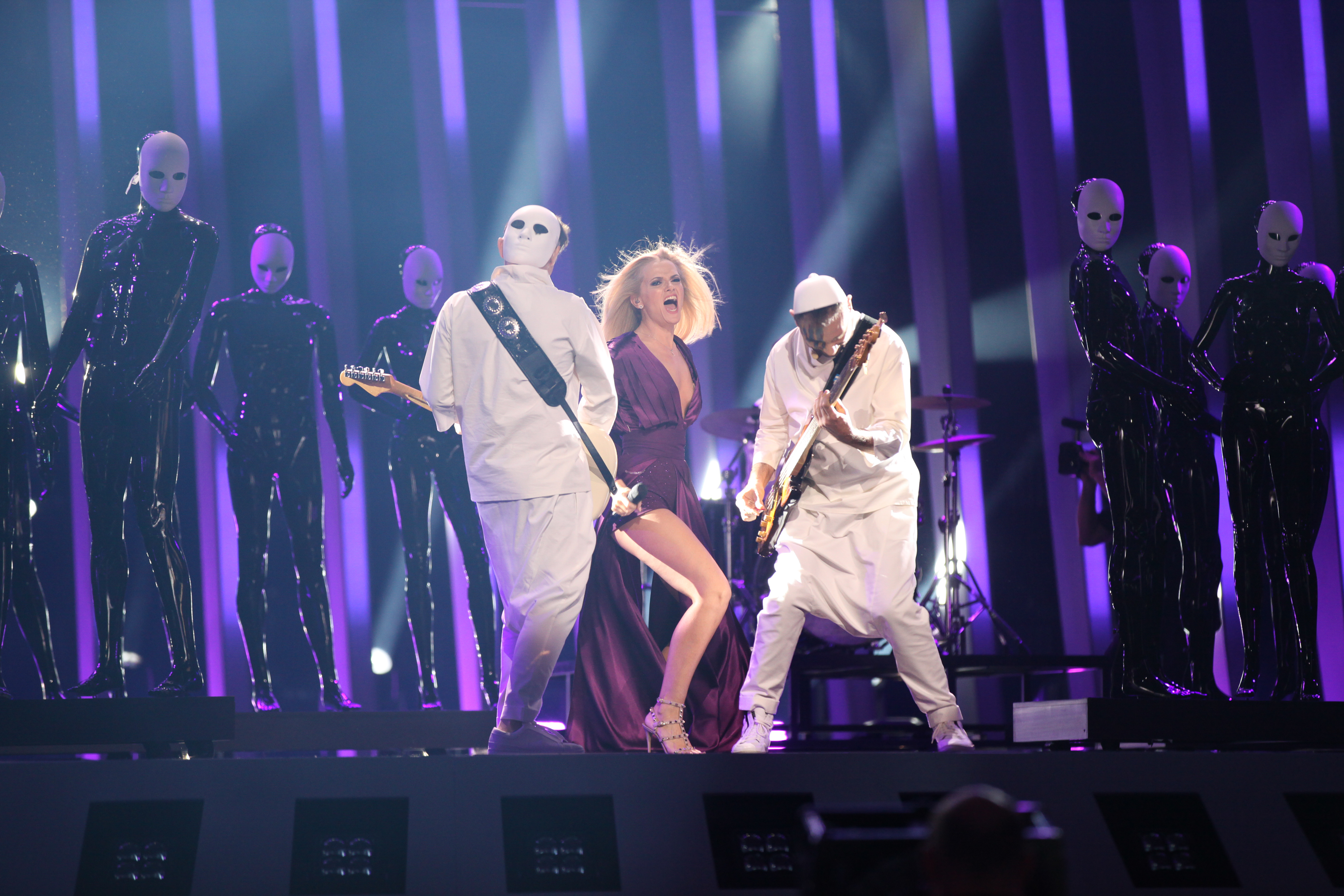
The Humans a Lisboa (2018)